# ノヴゴロド
ノヴゴロド（ロシア語: Но́вгород [ˈnovɡərət]）は、ロシアの北西連邦管区、ノヴゴロド州の州都。人口は21万人。イリメニ湖とそこから流れ出るヴォルホフ川に沿って位置する。ロシア最古の都市であり、中世のノヴゴロド公国の首都であった。1992年に「ノヴゴロドと周辺の文化財」としてユネスコの世界遺産に登録された。
名前を訳すと「新しい土地」の意になり、ロシア国内には同名の都市が複数あるため、1998年以降の公式名称は大ノヴゴロド（ヴェリーキー・ノヴゴロド Вели́кий Но́вгород [vʲɪˈlʲikʲɪj ˈnovɡərət]、Veliky Novgorod）である。他の「ノヴゴロド」で有名なのはニジニ・ノヴゴロド（旧ゴーリキー）である。

## 歴史

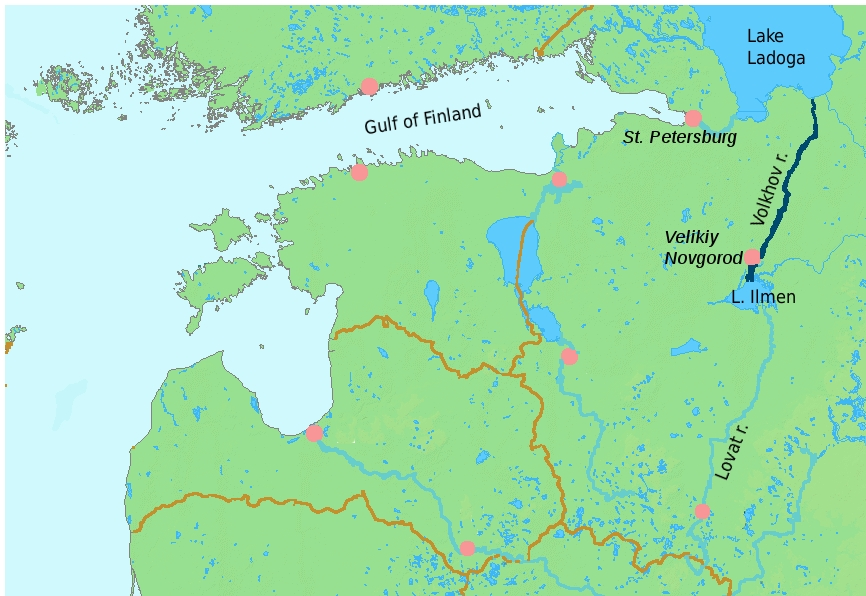
ヴォルホフ川とラドガ湖

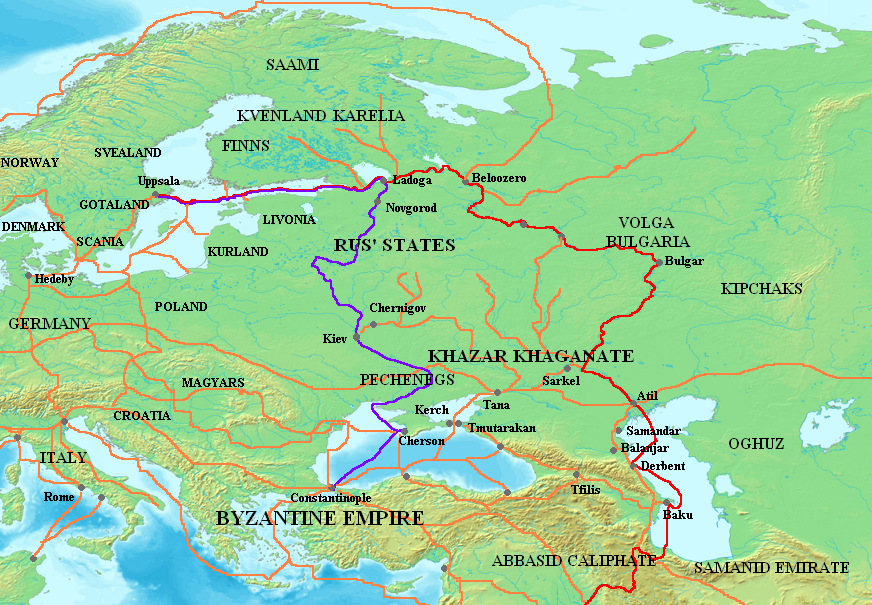
ヴァリャーグからギリシアへの道

9世紀以前からスラブ人が集落を作り、旧名は「ホルムガルド」（古ノルド語: Holmgard, 「川の島の土地」）と呼ばれていたといわれる。
都市が開かれたのかがいつかは正確には分かっていないが、『過ぎし歳月の物語』（『原初年代記』ともいう）によると854年か859年といわれている。考古学調査により、860年代か870年代に火災によって焼失しており、そのあと再建されたという。
862年スウェーデン・ヴァイキング（ヴァリャーグ）のノルマン人・ルス族（ロシアの語源）が首長リューリク（？～879年）に率いられてノヴゴロドを占領し、スラヴ人を征服してロシア最初の国家を建設した。
コンスタンティノープルに近いキエフが政治の中心になるに従って、ノヴゴロドは商業・工業に優れた独自の自由都市へと変遷していく。名目上の長として外部から公を招きつつも、大主教や都市貴族を中心とした民主共和政体が敷かれており、公が大主教や都市貴族達の意に沿わなくなると自由に罷免する権利を有していた。
1240年、モンゴル帝国が侵攻し、キエフが灰燼に帰す中、運良く侵攻を免れたノヴゴロドはそのあとモスクワがロシアの歴史の表舞台に登場するまでの間、ロシアの中心都市として機能することになる。ハンザ同盟の外交施設である「商館」が置かれ、ドイツ商人たちが農産物や毛皮の買い付けにやって来た。
1478年にノヴゴロド公国はモスクワ大公国によって併合された。この頃にはモンゴル帝国の支配力は弱体化し、モスクワ大公国のイヴァン3世はツァーリ（皇帝）の称号を使い始めた。イヴァン3世はノヴゴロドの商人に重税を課したため、モスクワとの関係は次第に悪化した。
1570年、この時代のツァーリであるイヴァン4世（雷帝）により町全体における粛清が行われた（ノヴゴロド虐殺）。当時のノヴゴロドの人口の1割にあたる約3千人もの住人が拷問の末に虐殺されたとされ、死体は氷の浮いたヴォルホフ川に遺棄された。そののち何日も流され、ラドガ湖の底はおびただしい遺骸で厚い層を成したと記録に残っている。
1598年のフョードル1世の死後、ロシアでは大動乱という内戦が起こり、1611年にノヴゴロドは介入してきたスウェーデンのグスタフ・アドルフ（後スウェーデン王）に占領された。そして同年、ツァーリ不在のロシアにスウェーデン王子カール・フィリップがノヴゴロドにおいてツァーリに選出された。しかしツァーリはロシア全体では認められず、自称に止まり、スウェーデンで国王が代替わりした後、1617年に撤退した。
1703年、ピョートル1世は新首都サンクトペテルブルクの建設を始めた。これ以降、ロシアの商業の中心はサンクトペテルブルクとなり、ノヴゴロドは「一地方都市」となった。
1862年、リューリク即位1000周年を記念して、ロシア1000年記念碑が市内中心部に建立された。ノヴゴロドはロシア建国の地と目されており、最初の首都とされている。

## 姉妹都市
- ストラスブール、フランス

## 世界遺産

### 登録基準
この世界遺産は世界遺産登録基準のうち、以下の条件を満たし、登録された（以下の基準は世界遺産センター公表の登録基準からの翻訳、引用である）。
- (2) ある期間を通じてまたはある文化圏において、建築、技術、記念碑的芸術、都市計画、景観デザインの発展に関し、人類の価値の重要な交流を示すもの。
- (4) 人類の歴史上重要な時代を例証する建築様式、建築物群、技術の集積または景観の優れた例。
- (6) 顕著で普遍的な意義を有する出来事、現存する伝統、思想、信仰または芸術的、文学的作品と直接にまたは明白に関連するもの（この基準は他の基準と組み合わせて用いるのが望ましいと世界遺産委員会は考えている）。

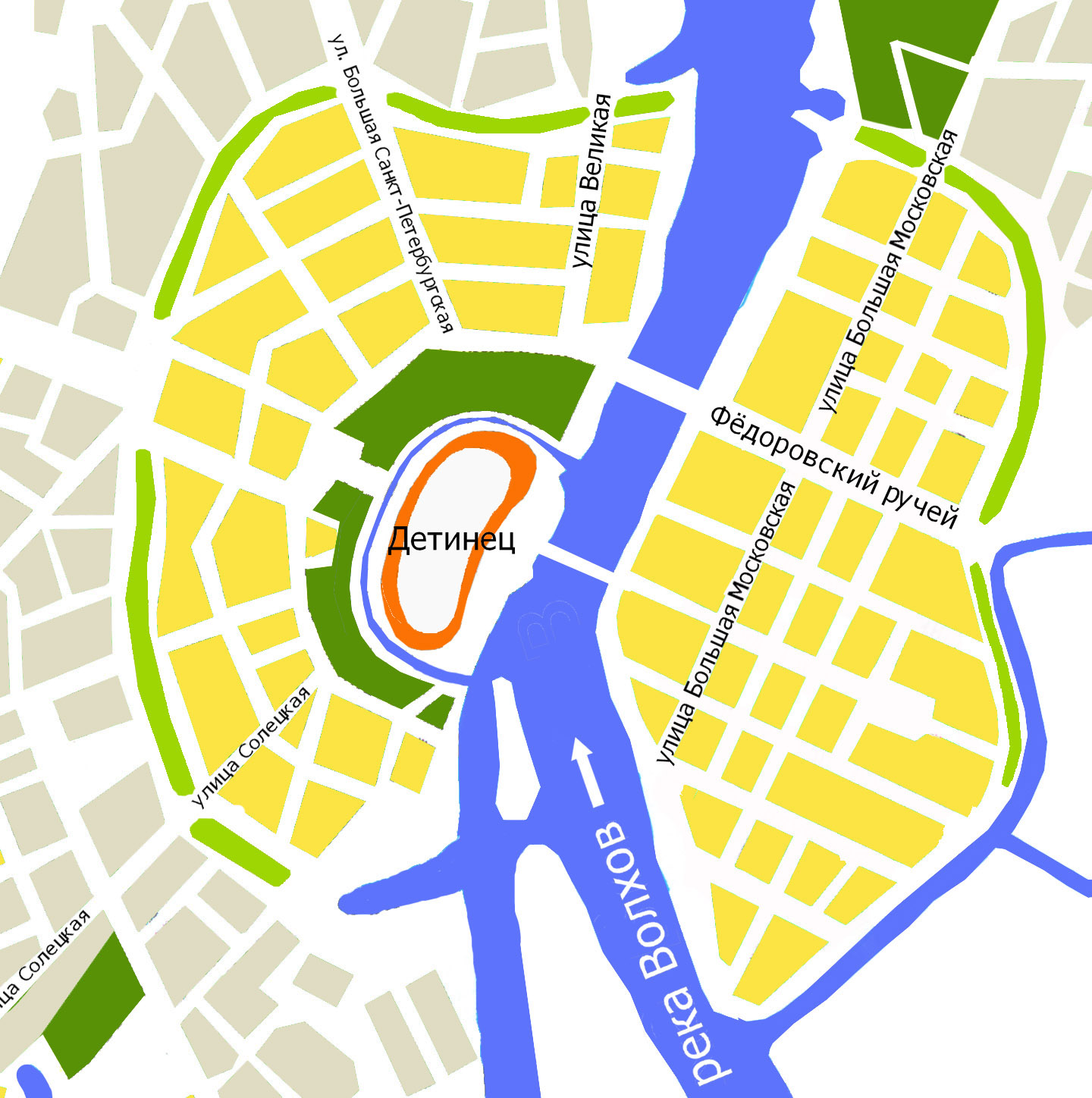
旧市街の地図
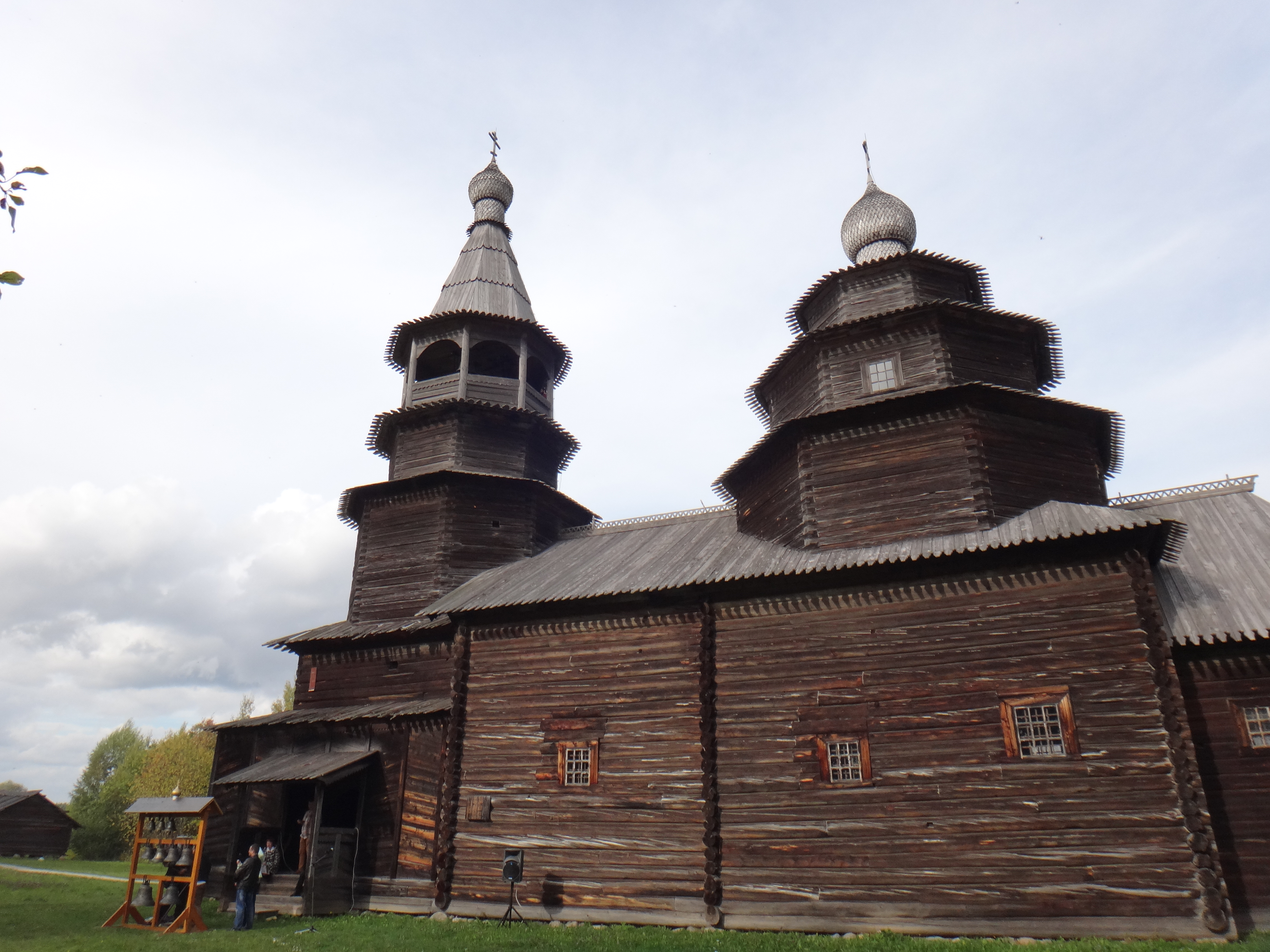
木造の教会
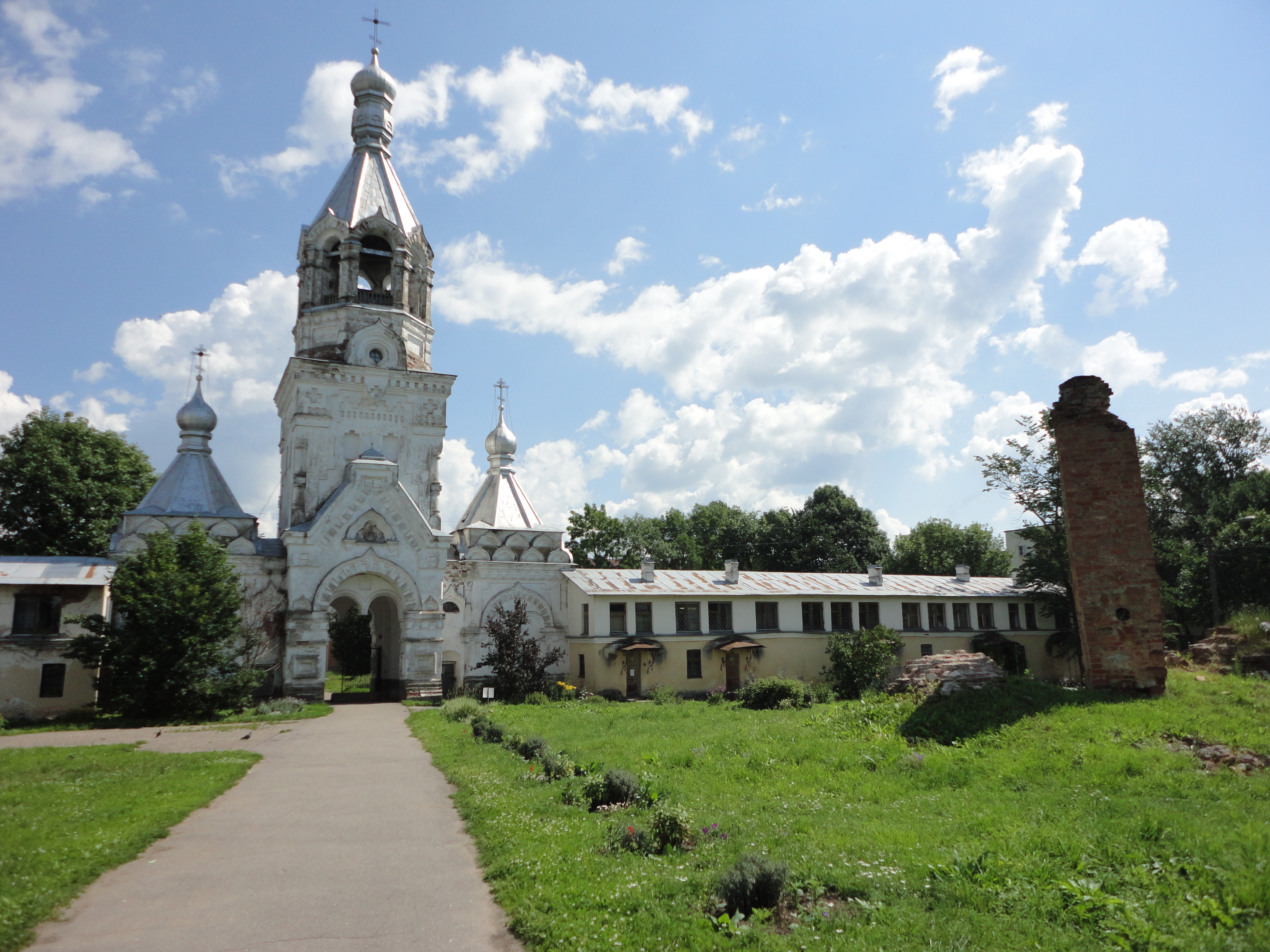
修道院
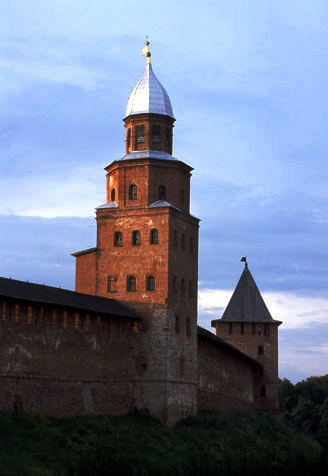
城壁